# Природа мира

«Приро́да ми́ра» — серия тематических научных справочников физико-географической направленности, выпускающаяся издательством «Мысль» (Москва) с 1981 года по настоящее время. После 1991 года книги выходили с очень большими перерывами.
Книги издаются в едином крупном формате 70х108/16 (~170х262 мм), в красочном картонном целлофанированном переплёте с коленкоровым или целлофанированным корешком.
С 1981 по 2010 выпущено 13 книг серии (15 изданий).

## Список книг серии
1981
- Букштынов А. Д., Грошев Б. И., Крылов Г. В. 
Леса. — М.: Мысль, 1981. — 316 с. — 100 000 экз.
- Гвоздецкий Н. А. 
Карст. — М.: Мысль, 1981. — 214 с. — 66 000 экз.

1982
- Апродов В. А. 
Вулканы. — М.: Мысль, 1982. — 368 с. — 100 000 экз.

1983
- Лобова Е. В., Хабаров А. В. 
Почвы. — М.: Мысль, 1983. — 304 с. — 40 000 экз.

1986
- Бабаев А. Г., Зонн И. С., Дроздов Н. Н., Фрейкин З. Г. 
Пустыни. — М.: Мысль, 1986. — 320 с. — 100 000 экз.

1987
- Авакян А. Б., Салтанкин В. П., Шарапов В. А. 
Водохранилища. — М.: Мысль, 1987. — 326 с. — 50 000 экз.
- Гвоздецкий Н. А., Голубчиков Ю. Н. 
Горы. — М.: Мысль, 1987. — 400 с. — 50 000 экз.

1989
- Исаченко А. Г., Шляпников А. А. 
Ландшафты. — М.: Мысль, 1989. — 504 с. — 40 000 экз. — ISBN 5-244-00177-9.
- Долгушин Л. Д., Осипова Г. Б. 
Ледники. — М.: Мысль, 1989. — 448 с. — 40 000 экз. — ISBN 5-244-00315-1.

1991
- Каплин П. А., Леонтьев О. К., Лукьянова С. А., Никифоров Л. Г. 
Берега. — М.: Мысль, 1991. — 480 с. — 70 000 экз. — ISBN 5-244-00449-2.

1999
- Залогин Б. С., Косарев А. Н. 
Моря. — М.: Мысль, 1999. — 400 с. — 3000 экз. — ISBN 5-244-00624-X.

2000
- Апродов В. А. 
Зоны землетрясений. — М.: Мысль, 2000. — 462 с. — ISBN 5-244-00475-1.

2003
- Литвин В. М., Лымарев В. И. 
Острова. — М.: Мысль, 2003. — 288 с. — 3000 экз. — ISBN 5-244-00977-X.

2010
- Апродов В. А. 
Зоны землетрясений. — Изд. 2-е. — М.: Мысль, 2010. — 462 с. — ISBN 978-5-244-01122-7.
- Литвин В. М., Лымарев В. И. 
Острова. — Изд. 2-е. — М.: Мысль, 2010. — 288 с. — ISBN 978-5-244-01129-6.